# Wookieepedia
Wookieepedia（ウーキーペディア）は、FANDOM（旧：ウィキア）に設置されている、『スター・ウォーズシリーズ』に関するオンライン百科事典である。このサイトには、映画作品だけでなく、様々なメディアで展開された拡張世界の情報も網羅されている。
ウーキーペディアという名前は、スター・ウォーズシリーズに登場する種族「ウーキー」と百科事典を意味する「エンサイクロペディア」をあわせたものであり、「ウィキペディア」の名称のパロディでもある。

## 概要

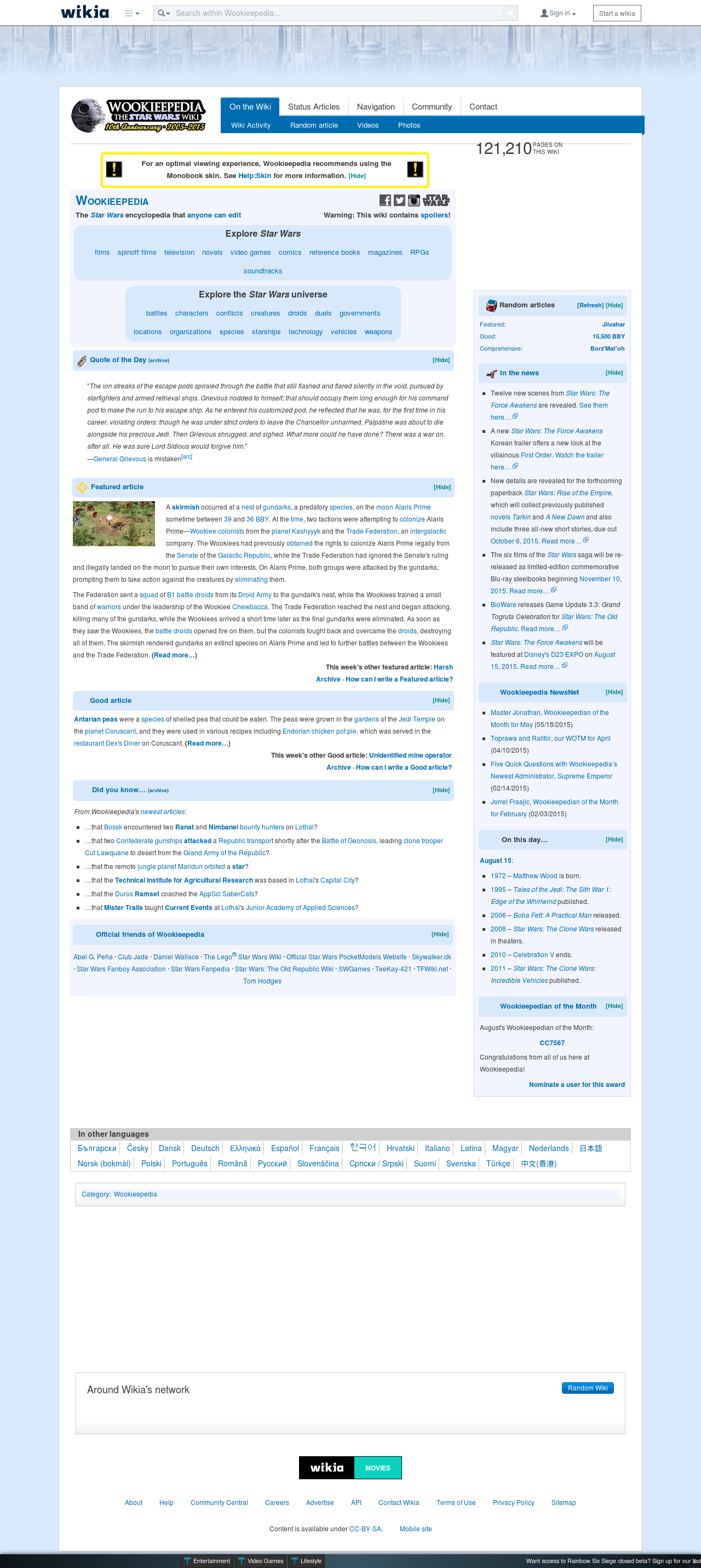
Wookieepediaのスクリーンショット(2015年)

ウーキーペディアは英語版、日本語版、デンマーク語版における名称だが、他にもフランス語、オランダ語版など、様々な言語版でのスター・ウォーズ・ウィキが存在する。中には、ヨーダペディア（オランダ語版）やジェダイペディア（フィンランド語版）など、スター・ウォーズ用語を掛け合わせた独自の名称を定めたものもある。また、ポーランド語版のようにFANDOM外にあるウィキも存在する。
2007年7月の時点で、英語版では記事数が5万を越えており、ウィキアを使用したサイトでは、パロディ辞典のアンサイクロペディア、スタートレック事典のメモリー・アルファを抑え、第1位の記事数を有していた。2008年10月現在では、59,500項目以上で、World of Warcraft事典であるWoWWiki（64,500項目）に次いで、2番目の記事数を誇っている。
2020年5月現在、英語版記事数は157,000項目以上、日本語版も11,000項目以上を有している。また、作品から引用した画像や豊富な出典など、その正確さや質も非常に充実しており、ルーカスフィルム運営の公式サイト StarWars.com でも、作品紹介ページ等に英語版ウーキーペディアへのリンクが付されている。さらに、オフィシャルの制作側でも設定・ストーリー確認用によく用いられており、例として『ローグ・ワン/スター・ウォーズ・ストーリー』でジン・アーソを演じたフェリシティ・ジョーンズは、設定理解のためにウーキーペディアを参照したことが報じられている。
2014年、『スター・ウォーズ/フォースの覚醒』公開に先立ち、ルーカスフィルムが従来の作品群を「正史（カノン）」と「レジェンズ（非正史）」に区分したことに伴い、ウーキーペディアにおいても正史とレジェンズの設定が区別されるようになった。主要キャラクターなどの記事には正史・レジェンズの双方のページが用意されており、記事冒頭のリンクをクリックすることで記述を切り替えることができる。

## 歴史
ウーキーペディアは、ウィキアを使用したサイトで、Chad Barbryのアイデアによって、2005年3月4日にスタートした。サイトでの初期の執筆者達のほとんどは、ウィキペディアのユーザーであり、その中でもスター・ウォーズ関連記事の編集方針や、延々と続く議論にあきあきした者達であった。 初期の記事のほとんどは、GFDLに基づいてウィキペディアからコピーされたものだったが、記事は徐々に充実していった。
2005年には、ウィキアを使用したサイトの中では最も来訪者が多いサイトとなり、2005年11月28日には、アメリカのSFテレビ番組Sci Fiチャンネルで"サイト・オブ・ザ・ウィーク"に選ばれた。
2006年1月には、ウィキアの月間注目サイトにも選ばれた。

## 日本語版
Wookieepedia日本語版は、2008年に発足した。当初はウィキペディア日本語版に掲載されていた内容を単にコピーした項目も多かったが、徐々に独自の記述へ切り替えられている。
なお、作品によっては翻訳の違いにより表記ゆれが発生することもあるが、ウーキーペディアにおいては「ジェダイ表記会」のページにて表記方針が示されており、用語によっては独自の訳語を採用することもある（一部は公式に取り入れられた訳語も存在する）。

## 参照
1. ↑  メモリー・アルファ
2. ↑  WoWWiki
3. ↑  “6 things I learnt from the Star Wars: Rogue One home release (Felicity Jones used Wookieepedia A LOT)”. gamesradar (2017年3月24日). 2017年9月18日時点のオリジナルよりアーカイブ。2020年4月25日閲覧。
4. ↑  “Sci-Fi Site of the Week”.   Sci-Fi.com (2005年11月28日). 2008年5月12日閲覧。